# Бібліотека «Джерело» (Київ)
Бібліотека «Джерело» Святошинського району м. Києва.

## Адреса
03134 м. Київ, вул. Симиренка, 5-

## Характеристика
Площа приміщення бібліотеки — 360 м², книжковий фонд — 18,8 тис. примірників. Щорічно обслуговує 3,2 тис. користувачів, кількість відвідувань за рік — 17,0 тис., книговидач — 58,0 тис. примірників.

## Історія бібліотеки
Заснована у 1989 році. Бібліотечне обслуговування: абонемент, читальний зал, відділ по обслуговуванню дітей, МБА.
Надаються бібліографічні довідки, в тому числі по телефону. У бібліотеці відбуваються цікаві літературні та літературно-мистецькі вечори, виставки творчих робіт читачів бібліотеки народознавчої тематики.